# Wilhelm Baumann (Politiker)
Wilhelm Baumann (* 22. Dezember 1925 in Schweinfurt; † 16. Februar 2015 ebenda) war ein deutscher Politiker (CSU).

## Leben
Baumann besuchte die Volks- und Oberschule, am 15. Mai 1943 beantragte er die Aufnahme in die NSDAP und wurde rückwirkend zum 20. April desselben Jahres aufgenommen (Mitgliedsnummer 9.616.198). Er wurde danach in den Kriegsdienst einberufen und saß in englischer Kriegsgefangenschaft. Nach dem Zweiten Weltkrieg legte er die Prüfung für den gehobenen Dienst in der Finanzverwaltung ab und wurde zum Diplom-Finanzwirt. Er war Vorsitzender des Kreisausschusses des Bayerischen Beamtenbundes sowie des Personalrats beim Finanzamt Schweinfurt. Er gehörte außerdem dem Vorstand des 1. FC Schweinfurt 05 an.
Bei der CSU war Baumann Vorsitzender des Kreisverbandes Schweinfurt-Stadt sowie des Bezirkssportbeirates Unterfranken und gehörte dem Bezirksvorstand von Unterfranken an. Von 1972 bis 1978 saß er im Stadtrat, von 1978 bis 1990 im Bayerischen Landtag als direkt gewählter Abgeordneter für den Stimmkreis Schweinfurt-Nord.
Sein Sohn und Rechtsanwalt Wolfgang Baumann wurde durch sein juristisches Engagement gegen die Wiederaufarbeitungsanlage Wackersdorf und weitere atomare Anlagen deutschlandweit bekannt.